# Кіпніс Григорій Йосипович
Григорій Йосипович Кіпніс (літературний псевдонім К. Григорьєв; 12 червня 1923, Київ — 13 жовтня 1995, Київ) — радянський письменник, журналіст, перекладач. Член Спілки письменників СРСР з 1974 року.

## Біографія
Народився 12 червня 1923 року в Києві. Брав участь у німецько-радянській війні. У 1951 році екстерном закінчив філологічний факультет Київського державного університету імені Т. Г. Шевченка.
З 1952 по 1955 рік працював в газетах «Київська правда» і «Юний ленінець». З 1956 року — власний кореспондент, а потім і завідувач кореспондентським пунктом «Літературної газети» по Україні. Нагороджений орденами і медалями.

Могила Григорія Кіпніса

Жив у Києві в будинку по вулиці Рєпіна (нині Терещенківській), 5. Помер 13 жовтня 1995 року в Києві, похований на Міському кладовищі «Берківцях» (ділянка № 35).

## Творчість
Почав друкуватися з кінця 1940-х років. Автор безлічі публікацій у пресі, книг нарисів, документальних повістей, мемуарів. Виступав перекладачем творів українських письменників на російську мову.
Автор книг: «Ваші знайомі» (1971), «Приходьте в будні» (1974), «Павлиш — продовження легенди» (1976), «Не могли інакше»: Нариси, есе, документальні повісті (1983) та інше.